# Hypsimetopus intrusor
Hypsimetopus intrusor är en kräftdjursart som beskrevs av Sayce 1902. Hypsimetopus intrusor ingår i släktet Hypsimetopus och familjen Hypsimetopidae. Inga underarter finns listade i Catalogue of Life.